# Kaminpassiar
Kaminpassiar en uformel samtale, ofte om et bestemt emne. Begrebet blev brugt første gang, om en serie på 30 radiotaler af den amerikanske præsident Franklin D. Roosevelt i årene mellem 1933 og 1944.

## Oprindelse af radiotalen
Ifølge Roosevelts vigtigste taleskriver dommer Samuel Rosenman, brugte han første gang "kaminpassiar" i 1929 under hans første indsættelsesperiode som guvernør i New York.